# Vandalia (Illinois)
Vandalia è un comune degli Stati Uniti d'America, situato nell'Illinois, nella contea di Fayette, della quale è anche il capoluogo.